# آلن آنتهوون
آلن آنتهوون (انگلیسی: Alain Enthoven؛ زادهٔ ۱۰ سپتامبر ۱۹۳۰) اقتصاددان اهل ایالات متحده آمریکا است.

## افتخارات
وی همچنین برندهٔ جوایزی همچون بورسیه رودز شده‌است.